# Gluta travancorica
Espèce
Statut de conservation UICN

 NT  : Quasi menacé
Gluta travancorica est une espèce de plantes de la famille des Anacardiaceae.

## Publication originale
- The Flora Sylvatica for Southern India 1: t. 60. 1870.